# Maria Manakova
Maria Manakova est une joueuse d'échecs russe puis yougoslave (de 1998 à 2003) et serbe née le 1er mars 1974 à Kazan en Union soviétique. Elle a le titre de grand maître international féminin depuis 1997.
Au 1er février 2021, Maria Manakova est la neuvième joueuse serbe avec un classement Elo de 2 271 points.

## Biographie et carrière
Maria Manakova représenta la Russie lors du championnat d'Europe junior féminin de 1992 et finit septième. En 1992, elle participa au championnat de Russie féminin.
Elle participa au championnat du monde d'échecs féminin en 2000 : vainqueur la Brésilienne Joara Chaves au premier tour, elle fut éliminée au deuxième tour par Ketino Kachiani-Gersinska.
Maria Manakova participa à quatre coupes d'Europe des clubs d'échecs, remportant la médaille d'or par équipe et la médaille d'or individuelle au quatrième échiquier en 2002.
Maria Manakova remporta le championnat féminin de Serbie en 2013.
Elle participa à deux olympiades : en 1998 avec la Yougoslavie qui finit septième de la compétition et en 2012 avec la Serbie qui finit sixième.
Maria Manakova fut sélectionnée aux Championnats d'Europe par équipe féminine en 1999 et 2013. En 1999, l'équipe yougoslave remporta la médaille d'argent par équipe avec Mankova comme remplaçante (échiquier de réserve) mais elle ne disputa aucun des matchs de son équipe. En 2013, championne de Serbie, elle joua au deuxième échiquier de l'équipe serbe. 